# Conus havanensis
Espèce
Statut de conservation UICN

 LC  : Préoccupation mineure
Conus havanensis est une espèce de mollusques gastéropodes marins de la famille des Conidae.
Comme toutes les espèces du genre Conus, ces escargots sont prédateurs et venimeux. Ils sont capables de « piquer » les humains et doivent donc être manipulés avec précaution, voire pas du tout.

## Distribution
Cette espèce marine est présente au large de Cuba et de la Jamaïque.

### Niveau de risque d’extinction de l’espèce
Selon l'analyse de l'UICN réalisée en 2011 pour la définition du niveau de risque d'extinction, cette espèce se trouve sur la côte nord de Cuba. Il n'y a pas de menaces connues. Cette espèce est classée dans la catégorie "préoccupation mineure".

## Taxonomie

### Publication originale
L'espèce Conus havanensis a été décrite pour la première fois en 1947 par les malacologistes cubains Carlos Guillermo Aguayo (d) (1899-1982) et Isabel Pérez Farfante (d) (1916-2009) dans la publication intitulée « Revista de la Sociedad Malacologica “Carlos de la Torre" »,.

### Synonymes
- Conus (Dauciconus) havanensis Aguayo & Pérez Farfante, 1947 · appellation alternative
- Conus olgae Bacallado, Espinosa & Ortea, 2007 · non accepté
- Purpuriconus havanensis (Aguayo & Pérez Farfante, 1947) · non accepté